# Сельское поселение Мосты
Сельское поселение Мосты — муниципальное образование в Пестравском районе Самарской области.
Административный центр — село Мосты.

## Административное устройство
В состав сельского поселения Мосты входят:
- посёлок Красный Яр,
- село Дмитриевка,
- село Ломовка,
- село Мосты,
- село Тепловка.